# Luis Berger
Luis Berger, född 1588, död 1641, var en jesuitmissionär och musiker verksam i Sydamerika, främst i Argentina.
Berger spelade en viktig roll i den tidigare utvecklingen av Argentinas musikliv. Det upprättade flera missionsstatiner i La Plata-området vilka inte bara försökte sprida katolicismen utan även försökte sprida europeisk kultur i området. Till de främsta bland dessa hörde Berger, som använde musiken i sin utbildning. Han introducerade bland annat europeiska musikinstrument bland indianerna i området.